# Ełdyty Wielkie
Ełdyty Wielkie (Duits: Elditten) is een plaats in het Poolse district  Lidzbarski, woiwodschap Ermland-Mazurië. De plaats maakt deel uit van de gemeente Lubomino en telt 160 inwoners.